# Yéli Monique Kam
Yéli Monique Kam est une femme politique burkinabè, cheffe d'entreprise et présidente du Mouvement pour le Renaissance du Burkina Faso (MRB). Elle est née le 24 août 1973 Bobo-Dioulasso.
Elle est la seule femme candidate à l'Élection présidentielle de 2020 au Burkina Faso.

## Biographie
Yéli Monique Kam est née le 24 août 1973. Elle est la fille de Kam Baga électricien automobile et autodidacte qui apprend tout seul à lire et écrire le français et de Kam Yéli femme au foyer.
Elle est l'aînée d’une famille de 8 enfants, famille dans laquelle amour rime avec rigueur, discipline et travail. 
Elle est mariée et mère de 5 enfants.

### Études
Yéli Monique Kam débuté les études à la maternelle dans la ville de Gounghin alors qu'elle est âgée de 6 ans, ensuite à Bobo-Dioulasso où elle termine ses études primaires à l'âge de 13 ans et titulaire du concours d'entrée en sixième et du certificat d'études primaires (CEP). 
C'est à Ouagadougou qu'elle fait son cycle secondaire, au Lycée privé Montaigne en classe de sixième. Elle y reste jusqu’en classe de troisième et sort nantie d'un brevet d'études du premier cycle (BEPC).
Elle est orientée ensuite au Lycée technique, le Lycée Charles-Lavigerie où elle obtient à l'âge de 21 ans un baccalauréat G1 en 1994. 
Après son baccalauréat elle obtient un diplôme universitaire de technologie (DUT) option[Quoi ?] à l'IUT de l'Université de Bobo-Dioulasso et ensuite un DUT option Assurances à l'IBAM de l'Université de Ouagadougou.
En 1996, elle est recrutée pas l'entreprise Gras Savoye, une société de courtage d'assurance et continue ses études à l'Institut supérieur privé polytechnique de Ouagadougou où elle obtient tour à tour une licence professionnelle en marketing, un Master 1 et 2 en Marketing et Stratégie.

### Carrière professionnelle

#### Employée à Gras Savoye
Recrutée en novembre 1996 comme secrétaire de direction, Yéli Monique Kam passe 15 années dans cette multinationale au Burkina Faso dans laquelle est acquiert de l'expérience et gravit plusieurs échelons; elle est nommée responsable commerciale en 2007.
En 2012, elle devient agent générale d'Assurances de la compagnie Allianz Assurances.

#### Cheffe d'entreprise
Yéli Monique Kam est dirigeante de sa propre entreprise, Sager, lancée en 2018; c'est une société de courtage d'assurance.
Toute cette expérience et ses performances lui ont permis de recevoir le trophée du PSCE, le programme spécial de création d'emploi-jeunes et femmes décerné par le ministère de l'emploi, de la jeunesse et de la formation.

### Carrière politique
En 2010, elle intègre et milite pour le Congrès pour la Démocratie et le Progrès (CDP) de Blaise Compaoré. 
En 2012 afin de promouvoir le développement de l'éducation, elle créé l'association Mouvement Educatif du Burkina (MEB). 
En 2014, elle milite au Mouvement du Peuple pour le Progrès (MPP) de Roch Marc Christian Kabore, président de la république depuis 2015. 
En août 2020, elle transforme le MEB en MRB (Mouvement pour la Renaissance du Burkina), parti politique dont elle devient la président.
Le 18 août 2020, Yéli Monique Kam a été investie à Ouagadougou, par son parti, candidate à la présidentielle de novembre 2020. Seule femme, elle affrontera une dizaine de candidats parmi lesquels l'actuel président Roch Marc Christian Kaboré, Zéphirin Diabré, Kadré Désiré Ouédraogo, Isaac Zida, Eddie Komboïgo...

## Distinction
2014 : Trophée du PSCE (le Programme Spécial de Création d’Emploi d’emplois-jeunes et femmes).